# Rebulita
La rebulita és un mineral de la classe dels sulfurs. Rep el nom per un geòleg o enginyer de mines eslovè anomenat Rebula.

## Característiques
La rebulita és un sulfur de fórmula química Tl₅Sb₅As₈S22. Cristal·litza en el sistema monoclínic. Va ser publicada originalment sense aprovació, sent més tard redefinida. Químicament és l'anàleg d'arsènic de la jankovićita.
Segons la classificació de Nickel-Strunz, la rebulita pertany a «02.HD: Sulfosals de l'arquetip SnS, amb Tl» juntament amb els següents minerals: lorandita, weissbergita, christita, jankovicita, imhofita, edenharterita, jentschita, hutchinsonita, bernardita, sicherita i gabrielita.

## Formació i jaciments
Va ser descoberta al dipòsit d'Àlxar, situat a la localitat de Rožden, al municipi de Kavadarci (Macedònia del Nord). També ha estat descrita a la mina Jiepaiyu, al dipòsit de Shimen (Hunan, República Popular de la Xina). Aquests dos indrets són els únics de tot el planeta on ha estat descrita aquesta espècie mineral.